# FANTASY (CHARAの曲)
「FANTASY」（ファンタジー）は、CHARAの29枚目のシングル。2007年11月16日にユニバーサルミュージックから発売された。

## 概要
本曲は水川あさみ出演のカネボウ化粧品「T'ESTIMO」のCMソングとして使用され、CMにはCHARAも出演している。
カップリングにはオフコースの「Yes-No」をカヴァーしたものを収録。

## 収録曲
| #         | タイトル                  | 作詞      | 作曲      | 編曲      | 時間  |
| --------- | ------------------------- | --------- | --------- | --------- | ----- |
| 1.        | 「FANTASY」               | CHARA     | 佐々木潤  | 亀田誠治  | 5:53  |
| 2.        | 「YES-NO」                | 小田和正  | 小田和正  | CHARA     | 4:34  |
| 3.        | 「FANTASY」(instrumental) |           |           |           | 5:54  |
| 合計時間: | 合計時間:                 | 合計時間: | 合計時間: | 合計時間: | 16:21 |